# Lagunilla del Jubera
Lagunilla del Jubera ist ein Dorf und eine Gemeinde (municipio) mit 390 Einwohnern (Stand: 2024) im Nordosten der spanischen Autonomen Region La Rioja. Sie gehört zum Weinbaugebiet der Rioja Baja. Die Gemeinde besteht neben dem Hauptort Lagunilla del Jubera aus den Ortschaften Ventas Blancas und Zenzano sowie der Wüstung Villanueva de San Prudencio.

## Lage und Klima
Lagunilla del Jubera liegt etwa 16 km (Fahrtstrecke) südöstlich der Provinzhauptstadt Logroño in einer Höhe von ca. 610 m. Das Klima ist gemäßigt bis warm; Regen (ca. 683 mm/Jahr) fällt überwiegend im Winterhalbjahr.

## Bevölkerungsentwicklung
| Jahr      | 1970 | 1981 | 1991 | 2001 | 2011 | 2021 |
| Einwohner | 532  | 344  | 361  | 320  | 356  | 333  |

Der Ort konnte sich gegen den Bevölkerungsrückgang stemmen.

## Wirtschaft
In früheren Jahrhunderten lebten viele Einwohner des Ortes weitgehend als Selbstversorger direkt oder indirekt (als Handwerker und Gewerbetreibende) von der in der Umgebung betriebenen Landwirtschaft. 

## Sehenswürdigkeiten

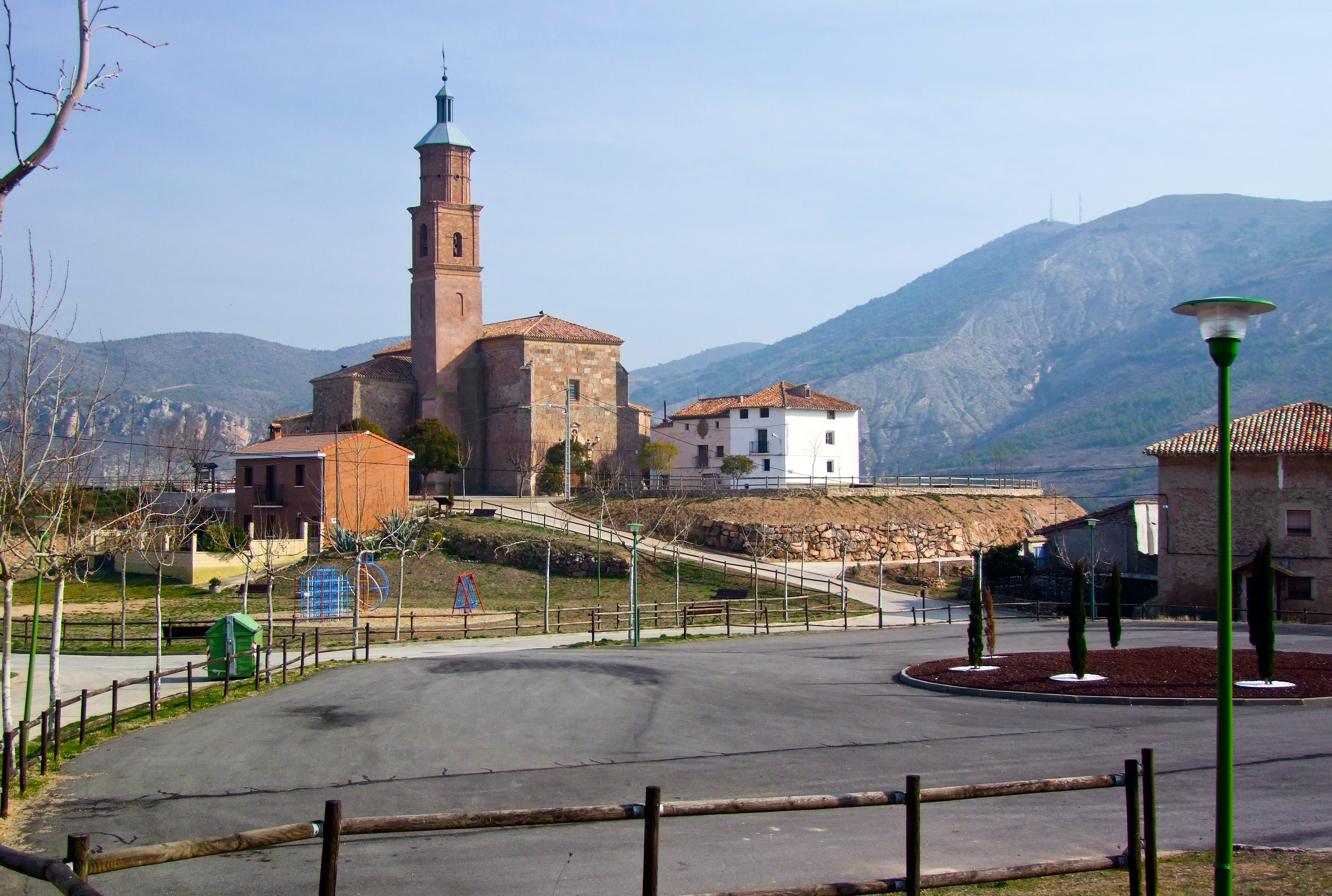
Andreaskirche
- Jakobuskapelle
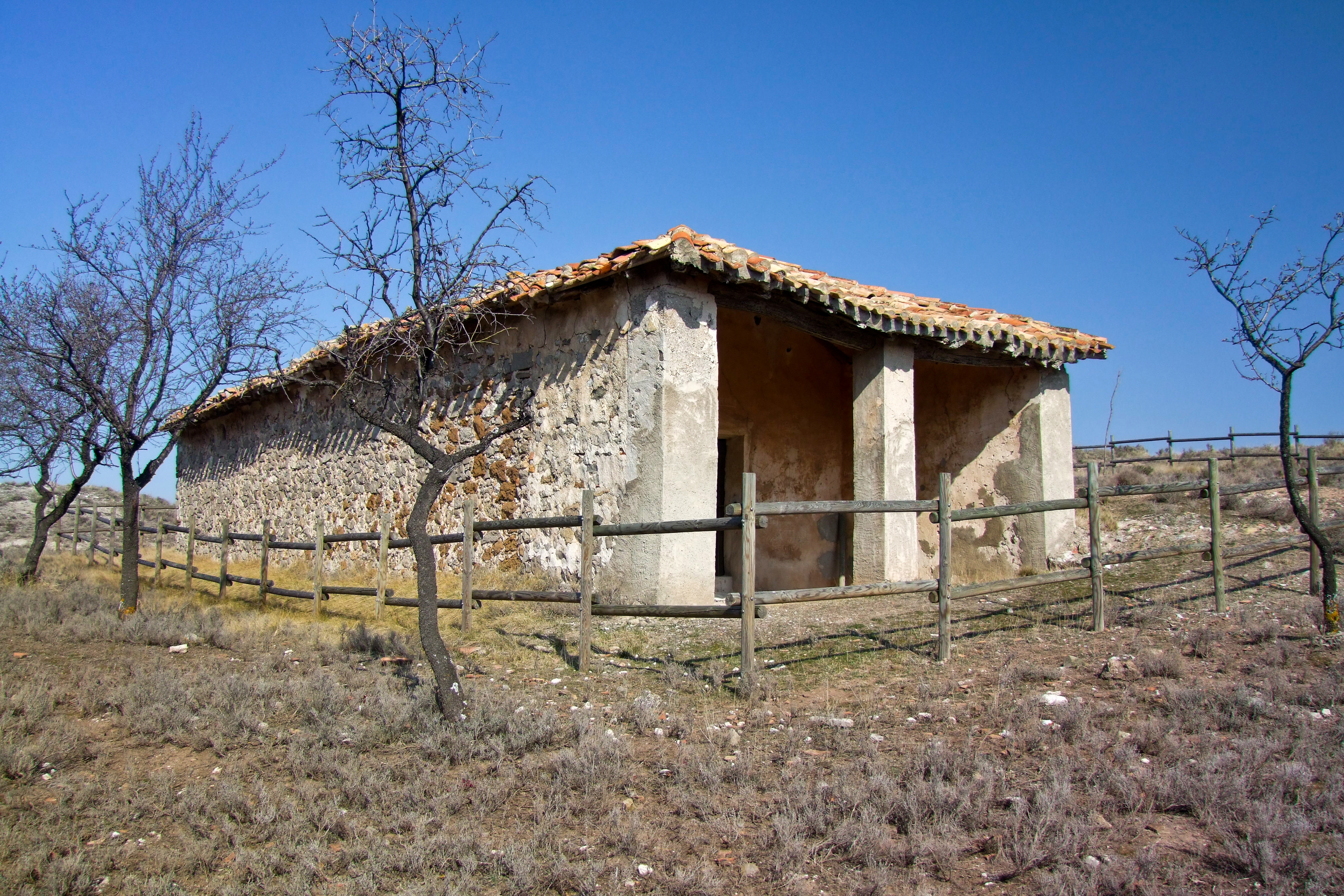
Barbarakapelle
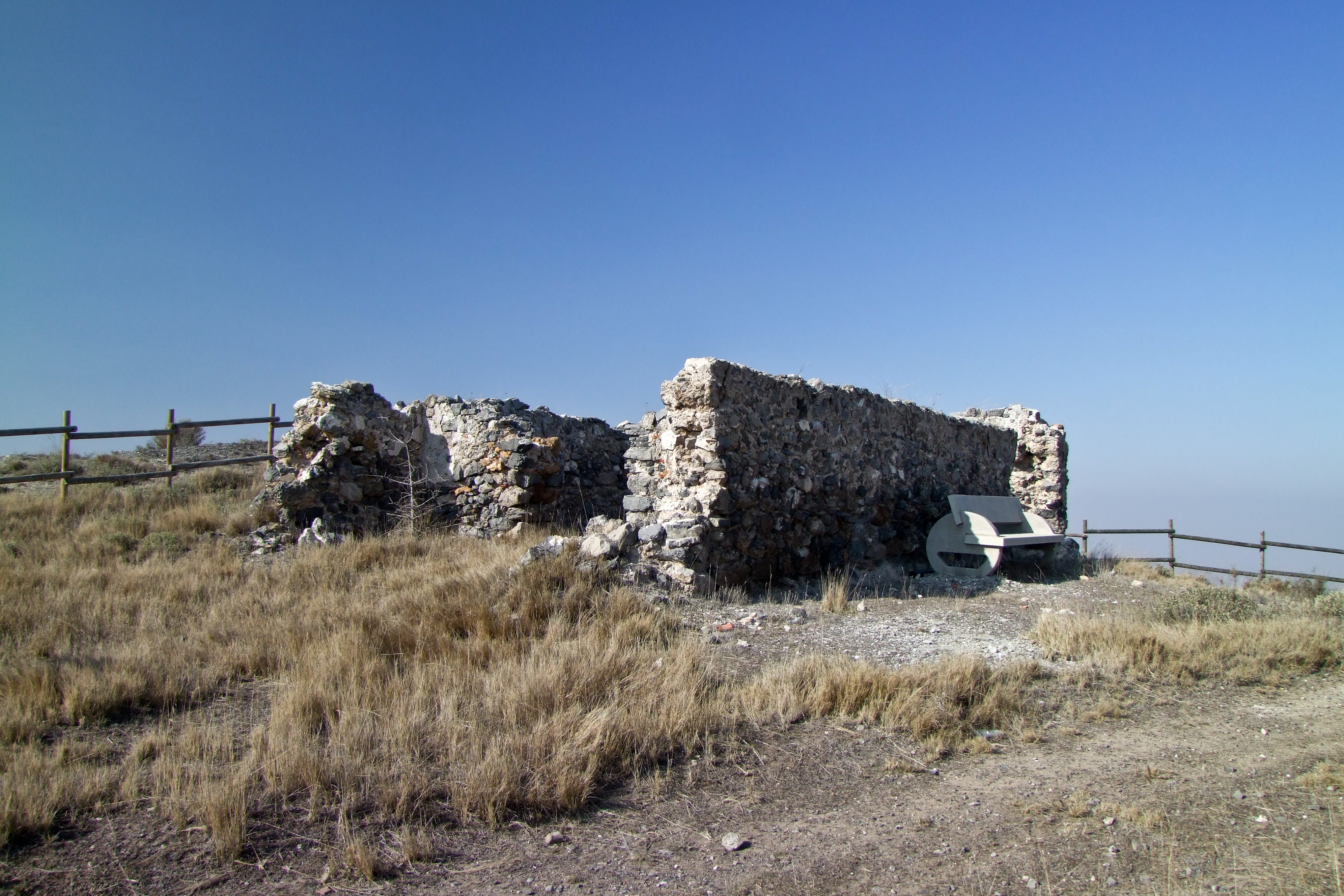
Ruine der Christopheruskapelle
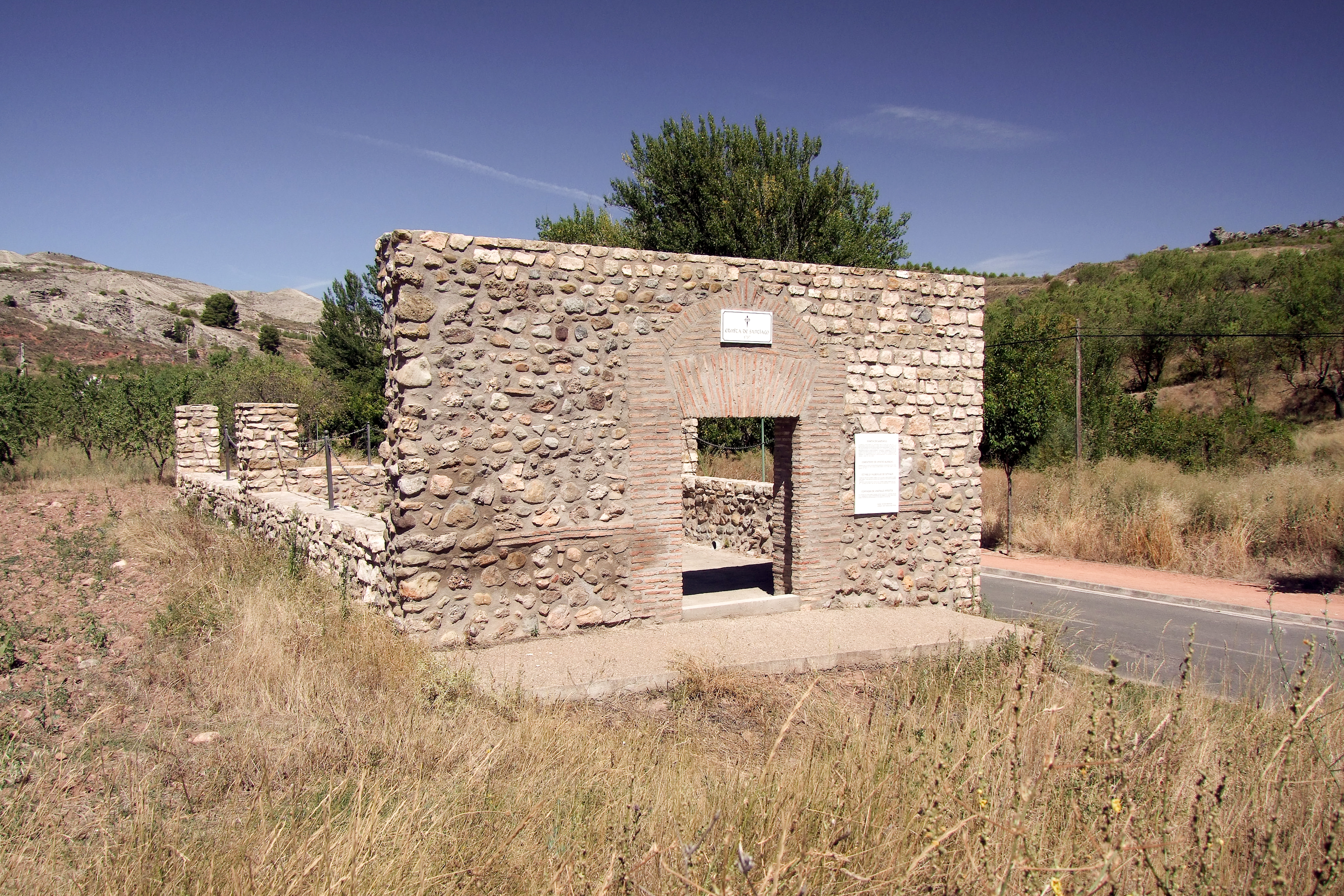
Jakobuskapelle

- Andreaskirche
- Barbarakapelle
- Ruine der Christopheruskapelle
- Jakobuskapelle